# Dolichopus andorrensis
Dolichopus andorrensis är en tvåvingeart som beskrevs av Octave Parent 1930. Dolichopus andorrensis ingår i släktet Dolichopus och familjen styltflugor. Inga underarter finns listade i Catalogue of Life.